# Championnat du monde de hockey sur glace 1975
Navigation
Finlande 1974 Pologne 1976
Le quarante-deuxième championnat du monde  de hockey sur glace et par la même occasion le cinquantième-troisième championnat d’Europe a eu lieu en 1974 en Allemagne de l'Ouest, au Japon et en Bulgarie.

## Contexte
Cette édition s'est disputée entre 21 nations avec la première fois un groupe jouant ses matchs au Japon.

## Groupe A
Le groupe A a joué ses matchs dans les villes allemandes de Munich et Düsseldorf.

### Résultats
| Matchs aller | Matchs retour |
| --- | --- |
| 3 avril - Tchécoslovaquie 5–0 Pologne - URSS 10–5 États-Unis 4 avril - Suède 10–0 Pologne - Finlande 7–4 États-Unis 5 avril - Tchécoslovaquie 5–2 Suède - URSS 8–4 Finlande 6 avril - Tchécoslovaquie 8–3 États-Unis - URSS 13–2 Pologne 7 avril - Suède 7–0 États-Unis - Finlande 5–2 Pologne 8 avril - Suède 1–0 Finlande - URSS 5–2 Tchécoslovaquie 9 avril - Pologne 5–3 États-Unis 10 avril - Tchécoslovaquie 6–2 Finlande - URSS 4–1 Suède | 12 avril - Tchécoslovaquie 8–2 Pologne - URSS 13–1 États-Unis 13 avril - Suède 13–0 Pologne - Finlande 9–1 États-Unis 14 avril - Tchécoslovaquie 7–0 Suède - URSS 5–2 Finlande 15 avril - Tchécoslovaquie 8–0 États-Unis - URSS 15–1 Pologne 16 avril - Suède 12–3 États-Unis - Finlande 4–1 Pologne 17 avril - Suède 1–2 Finlande - URSS 4–1 Tchécoslovaquie 18 avril - Pologne 5–2 États-Unis 19 avril - Tchécoslovaquie 5–1 Finlande - URSS 13–4 Suède |

### Classement du championnat du monde
|        | Équipe          | PJ | V  | N | D  | BP | BC |
| ------ | --------------- | -- | -- | - | -- | -- | -- |
| Or     | URSS            | 10 | 10 | 0 | 0  | 90 | 23 |
| Argent | Tchécoslovaquie | 10 | 8  | 0 | 2  | 55 | 19 |
| Bronze | Suède           | 10 | 5  | 0 | 5  | 51 | 34 |
| 4      | Finlande        | 10 | 5  | 0 | 5  | 36 | 34 |
| 5      | Pologne         | 10 | 2  | 0 | 8  | 18 | 78 |
| 6      | États-Unis      | 10 | 0  | 0 | 10 | 22 | 84 |

### Effectif champion
L'équipe soviétique est alors composée des joueurs suivants :
- Vladislav Tretiak et Aleksandr Sidelnikov (gardiens),
- Valeri Vassiliev, Vladimir Loutchenko, Guennadi Tsygankov, Iouri Liapkine, Iouri Fiodorov, Iouri Tiourine, Aleksandr Filippov, Boris Mikhaïlov, Vladimir Petrov (défenseurs),
- Valeri Kharlamov, Aleksandr Maltsev, Aleksandr Iakouchev, Vladimir Chadrine, Viktor Chalimov, Sergueï Kapoustine, Vladimir Vikoulov, Viatcheslav Anissine, Iouri Lebedev (attaquants).

L'équipe est entraînée par Boris Koulaguine.

### Classement du championnat d’Europe
|        | Équipe          | PJ | V | N | D | BP | BC |
| ------ | --------------- | -- | - | - | - | -- | -- |
| Or     | URSS            | 8  | 8 | 0 | 0 | 67 | 17 |
| Argent | Tchécoslovaquie | 8  | 6 | 0 | 2 | 39 | 16 |
| Bronze | Suède           | 8  | 3 | 0 | 5 | 32 | 31 |
| 4      | Finlande        | 8  | 3 | 0 | 5 | 20 | 29 |
| 5      | Pologne         |    |   |   |   |    |    |

## Groupe B
La ville japonaise de Sapporo au Japon a accueilli les matchs du groupe B.

### Résultats
14 mars
- Allemagne fédérale 9–2 Pays-Bas
- Yougoslavie 5–0 Suisse
- Allemagne de l'Est 7–3 Roumanie
- Japon 7–1 Italie

15 mars
- Yougoslavie 4–4 Roumanie
- Japon 3–6 Allemagne fédérale

16 mars
- Pays-Bas 0–3 Italie
- Allemagne de l'Est 5–8 Suisse

17 mars
- Yougoslavie 2–4 Italie
- Allemagne de l'Est 5–0 Allemagne fédérale
- Roumanie 6–1 Pays-Bas
- Japon 3–2 Suisse

18 mars
- Allemagne fédérale 2–1 Yougoslavie
- Japon 2–2 Roumanie

19 mars
- Pays-Bas 3–4 Suisse
- Allemagne de l'Est 9–2 Italie

20 mars
- Roumanie 3–4 Suisse
- Allemagne fédérale 5–2 Italie
- Yougoslavie 7–3 Pays-Bas
- Japon 1–3 Allemagne de l'Est

21 mars
- Japon 4–8 Yougoslavie
- Allemagne fédérale 4–1 Roumanie

22 mars
- Suisse 10–6 Italie
- Allemagne de l'Est 6–1 Pays-Bas

23 mars
- Roumanie 7–4 Italie
- Japon 1–1 Pays-Bas
- Allemagne de l'Est 6–3 Yougoslavie
- Allemagne fédérale 8–3 Suisse

### Classement
|   | Équipe             | PJ | V | N | D | BP | BC |
| - | ------------------ | -- | - | - | - | -- | -- |
| 1 | Allemagne de l'Est | 7  | 6 | 0 | 1 | 41 | 18 |
| 2 | Allemagne fédérale | 7  | 6 | 0 | 1 | 34 | 17 |
| 3 | Suisse             | 7  | 4 | 0 | 3 | 31 | 33 |
| 4 | Yougoslavie        | 7  | 3 | 1 | 3 | 30 | 23 |
| 5 | Roumanie           | 7  | 2 | 2 | 3 | 26 | 26 |
| 6 | Japon              | 7  | 2 | 2 | 3 | 21 | 23 |
| 7 | Italie             | 7  | 2 | 0 | 5 | 22 | 40 |
| 8 | Pays-Bas           | 7  | 0 | 1 | 6 | 11 | 36 |

## Groupe C
Le groupe C a été joué à Sofia en Bulgarie.

### Résultats
1er mars
- Norvège 2–0 Autriche
- France 4–0 Danemark
- Hongrie 14–0 Belgique

2 mars
- France 15–0 Belgique
- Norvège 5–5 Danemark
- Bulgarie 4–1 Autriche

4 mars
- Autriche 4–4 France
- Norvège 5–0 Hongrie
- Bulgarie 20–3 Belgique

5 mars
- Norvège 24–0 Belgique
- Bulgarie 4–6 Hongrie
- Autriche 4–2 Danemark

7 mars
- Autriche 4–2 Hongrie
- Norvège 6–1 France
- Bulgarie 3–2 Danemark

8 mars
- Hongrie 17–3 Danemark
- Autriche 19–2 Belgique
- Bulgarie 7–3 France

10 mars
- Hongrie 5–5 France
- Danemark 19–0 Belgique
- Bulgarie 2–2 Norvège

### Classement
|   | Équipe   | PJ                | V                 | N                 | D                 | BP                | BC                |
| - | -------- | ----------------- | ----------------- | ----------------- | ----------------- | ----------------- | ----------------- |
| 1 | Norvège  | 6                 | 4                 | 2                 | 0                 | 44                | 8                 |
| 2 | Bulgarie | 6                 | 4                 | 1                 | 1                 | 40                | 17                |
| 3 | Autriche | 6                 | 3                 | 1                 | 2                 | 32                | 16                |
| 4 | Hongrie  | 6                 | 3                 | 1                 | 2                 | 44                | 21                |
| 5 | France   | 6                 | 2                 | 2                 | 2                 | 32                | 22                |
| 6 | Danemark | 6                 | 1                 | 1                 | 4                 | 31                | 33                |
| 7 | Belgique | 6                 | 0                 | 0                 | 6                 | 5                 | 111               |
| 8 | Chine    | N'a pas participé | N'a pas participé | N'a pas participé | N'a pas participé | N'a pas participé | N'a pas participé |

### Sources
- (de) Cet article est partiellement ou en totalité issu de l’article de Wikipédia en allemand intitulé « Eishockey-Weltmeisterschaft 1975 » (voir la liste des auteurs).